# Бретнијер (Дампјер)
Бретнијер (фр. Bretenière) насеље је и општина у источној Француској у региону Франш-Конте, у департману Јура која припада префектури Доле.
По подацима из 2011. године у општини је живело 208 становника, а густина насељености је износила 127,61 становника/km². Општина се простире на површини од 1,63 km². Налази се на средњој надморској висини од 250 метара (максималној 257 m, а минималној 208 m).

## Демографија
| 1962. | 1968. | 1975. | 1982. | 1990. | 1999. | 2011. |
| ----- | ----- | ----- | ----- | ----- | ----- | ----- |
| 108   | 115   | 99    | 126   | 137   | 165   | 208   |

График промене броја становника у току последњих година